# Hagall
| Nombre            | Protonórdico      | Anglosajón        | Nórdico antiguo | Nórdico antiguo |
| Nombre            | *Haǥ(a)laz        | Hægl              | Hagall          | Hagall          |
| Nombre            | "granizo"         |                   |                 |                 |
| Forma             | Futhark antiguo   | Futhorc           | Futhark joven   | Futhark joven   |
| Forma             |                   |                   |                 |                 |
| Unicode           | ᚺ ᚻ U+16BA U+16BB | ᚺ ᚻ U+16BA U+16BB | ᚼ U+16BC        | ᚽ U+16BD        |
| Transliteración   | h                 | h                 | h               | h               |
| Transcripción     | h                 | h                 | h               | h               |
| Sonido FIA        | [h]               | [h]               | [h]             | [h]             |
| Puesto alfabético | 9                 | 9                 | 7               | 7               |
| Ætt               | Ætt de Odín       | Ætt de Odín       | Ætt de Odín     | Ætt de Odín     |

Hagall y haegl (en nórdico antiguo y anglosajón respectivamente) son los nombres de la runa que representa a la h en los alfabetos futhark joven y futhorc. El nombre protonórdico reconstruido lingüísticamente para la misma runa en el futhark antiguo es *haglaz o *hagalaz, que significa granizo.
La letra equivalente en el alfabeto gótico 𐌷  se llama hagl.

## Poemas rúnicos
La runa aparece en los tres poemas rúnicos.
| Poema rúnico: | Traducción: |
| Noruego antiguo Hagall er kaldastr korna; Kristr skóp hæimenn forna.                                                     | El granizo es el más frío grano; Cristo creó el mundo de los antiguos.                                                                                  |
| Islandés antiguo Hagall er kaldakorn ok krapadrífa ok snáka sótt. grando hildingr.                                       | El granizo es un grano frío y el chaparrón de aguanieve y el vómito de las serpientes.                                                                  |
| Anglosajón Hægl byþ hwitust corna; hwyrft hit of heofones lyfte, wealcaþ hit windes scura; weorþeþ hit to wætere syððan. | El granizo es el grano más blanco; es el remolino de la cúpula del cielo y es lanzado por la ráfaga de viento y cuando se derrite se convierte en agua. |

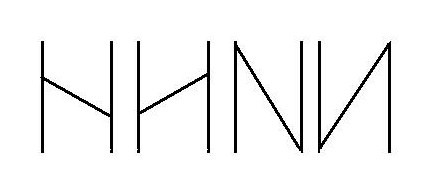
Variaciones de la runa haglaz en el futhark antiguo.

## Runa del futhark antiguo y el futhorc
Esta runa tiene dos variantes en el futhark antiguo, una simple ᚺ y otra doblemente barrada ᚻ. La variante de la barra doble se encuentra en las inscripciones continentales mientras que en las inscripciones escandinavas solamente tienen la variedad simple. 
En el alfabeto futhorc anglo-frisón las inscripciones antiguas tienen la variante simple escandinava y a partir del siglo VII es reemplazada por la de doble barra. Aparece por primera vez en el sólido de Harlingen (entre 575–625), y en el criptograma del ataúd de san Cutberto.

## Runa del futhark joven

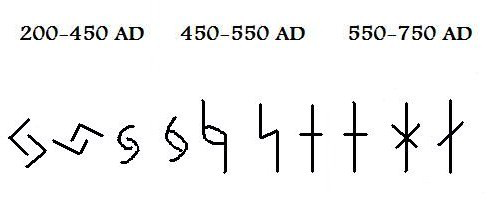
Evolución de la runa jeran hasta convertirse en hagall (primera y penúltima).

Es evidente que la forma de hagall en el futhark joven es completamente diferente a la usada en el antiguo. Esto se debe a que el signo escrito del futhark joven no procede de la versión antigua sino que deriva de la evolución de la runa jeran, que con el tiempo se modificó de una forma sorprendente originando varias otras runas. Durante los siglos VII y VIII, la j inicial de su nombre, *jara, se perdió en el protonórdico, lo que hizo que la runa dejara de representar al fonema /j/ para pasar a representar el fonema /a:/. En ese tiempo la forma de la runa era una cruz con trazo largo vertical y con otro horizontal en el centro. Su forma siguió evolucionando durante la última fase del futhark antiguo, la runa jēra pasó a escribirse con un trazo vertical con dos trazos transversales en forma de equis en el centro (). Cuando la runa naudiz se estabilizó en su forma definitiva durante los siglos VI y VII, con un trazo vertical y otro transversal inclinado hacia la derecha (), permitió que se simplificara la runa jēra poniéndole solo un trazo en el medio inclinado hacia la izquierda dando origen a la runa ᛅ ár del futhark joven. Con lo que el antiguo signo de trazo vertical con una equis en el medio quedó libre y pasó a representar el fonema /h/ con la forma definitiva de la runa hagall en el futhark joven, abandonándose en Escandinavia el símbolo usado anteriormente.

## Ætt de hagall
Los alfabetos rúnicos se subdividían en grupos denominados ætts (familias) que se nombraban por la letra que los encabezaba. En los tres alfabetos rúnicos el segundo era el ætt de hagall, o su nombre equivalente en cada uno. También fue denominado ætt de Odín. En el futhark antiguo y futhorc constaba de 8 runas: hagalaz, naudhiz, isaz, jera, ihaz, pertho, algiz y sowilo. En el futhark joven sólo constaba de 5 runas: hagall, naudhr, íss, ár y sol.
| Ætt en el futhark antiguo y futhorc |         |        |      |       |      |       |       |        |
| Runa                                |         |        |      |       |      |       |       |        |
| Nombre protonórdico                 | Hagalaz | Naudiz | Isaz | Jeran | Īwaz | Perþo | Algiz | Sowilo |
| Nombre anglosajón                   | Hægl    | Níð    | Ís   | Gér   | Éoh  | Peorþ | Eolh  | Sigel  |

| Ætt en el futhark joven |        |       |    |    |     |
| Runa                    |        |       |    |    |     |
| Nombre nórdico          | Hagall | Nauðr | Ís | Ár | Sól |